# Исаак Сирин II
Преподобни Исаак Сирин II је хришћански светитељ. (Исак Сирин I слави се 10. фебруара). О овоме Исаку пише свети Григорије Двојеслов. Дошао је у Италију у време Готско, и у граду Сполетану ушао једнога дана у цркву на молитву. Замолио је црквењака, да га остави у цркви закључана и преко ноћи. И тако је провео целу ноћ на молитви не мичући се с места. Сутрадан исто тако, па и другу ноћ. Црквењак га је назвао лицемером и ударио му шамар, али како хришћани верују у том тренутку је полудео. Видећи црквењака како се мучи Исак се наднео над њега и црквењак је оздравио. После овага се прославио па је да се не би погордио отишао у шуму, где је направио себи келију, која се убрзо обратила у велики манастир. Исак је био знаменит због како хришћани верују чудотворства, нарочито због видовитости. Једном у вече он је наредио братији, да изнесу све мотике у виноград и тамо их оставе. Сутрадан је пошао са братијом и понео ручак у виноград. Чудила се братија, коме ће тај ручак, кад немају радника. Кад тамо, а оно онолико људи копа колико је било мотика. Десило се то, да су ти људи као лопови дошли да украду мотике, али како хришћани верују силом Божјом заустављени да сву ноћ копају. Други пут дошла су два човека скоро нага и потражила одећу од Исака. А Исак је послао монаха ка једном шупљем дрвету крај пута, да донесе оно што тамо нађе. Монах је отишао и нашао некаква одела и донео их у манастир. Игуман узме та одела и преда их просјацима. Ови су се постидели, када су познали своје одело, које су у оном дрвету скрили.
Српска православна црква слави га 12. априла по црквеном, а 25. априла по грегоријанском календару.